# Capparis micracantha
Capparis micracantha är en kaprisväxtart. Capparis micracantha ingår i släktet Capparis och familjen kaprisväxter.

## Underarter
Arten delas in i följande underarter:
- C. m. korthalsiana
- C. m. micracantha

## Bildgalleri

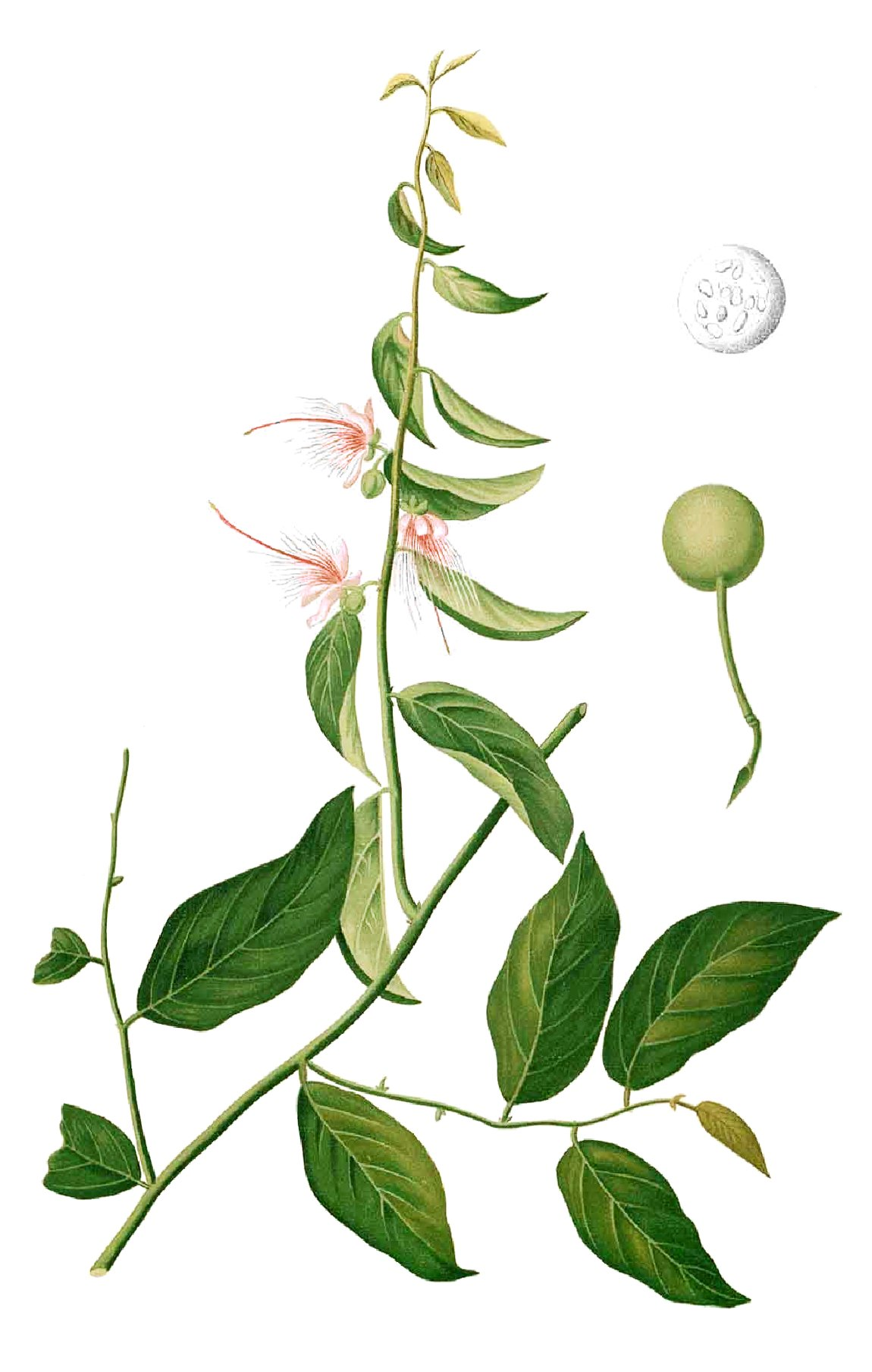
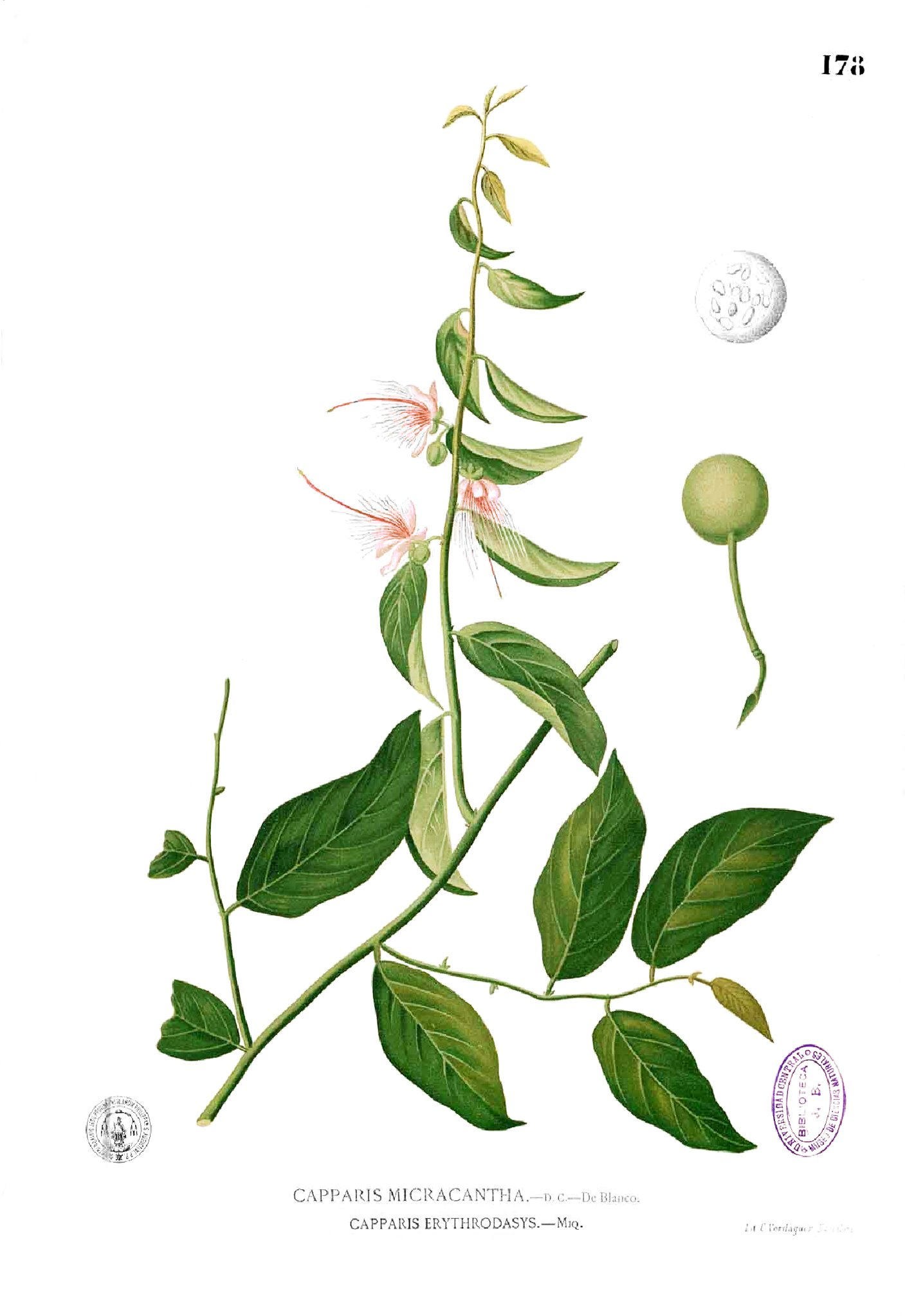
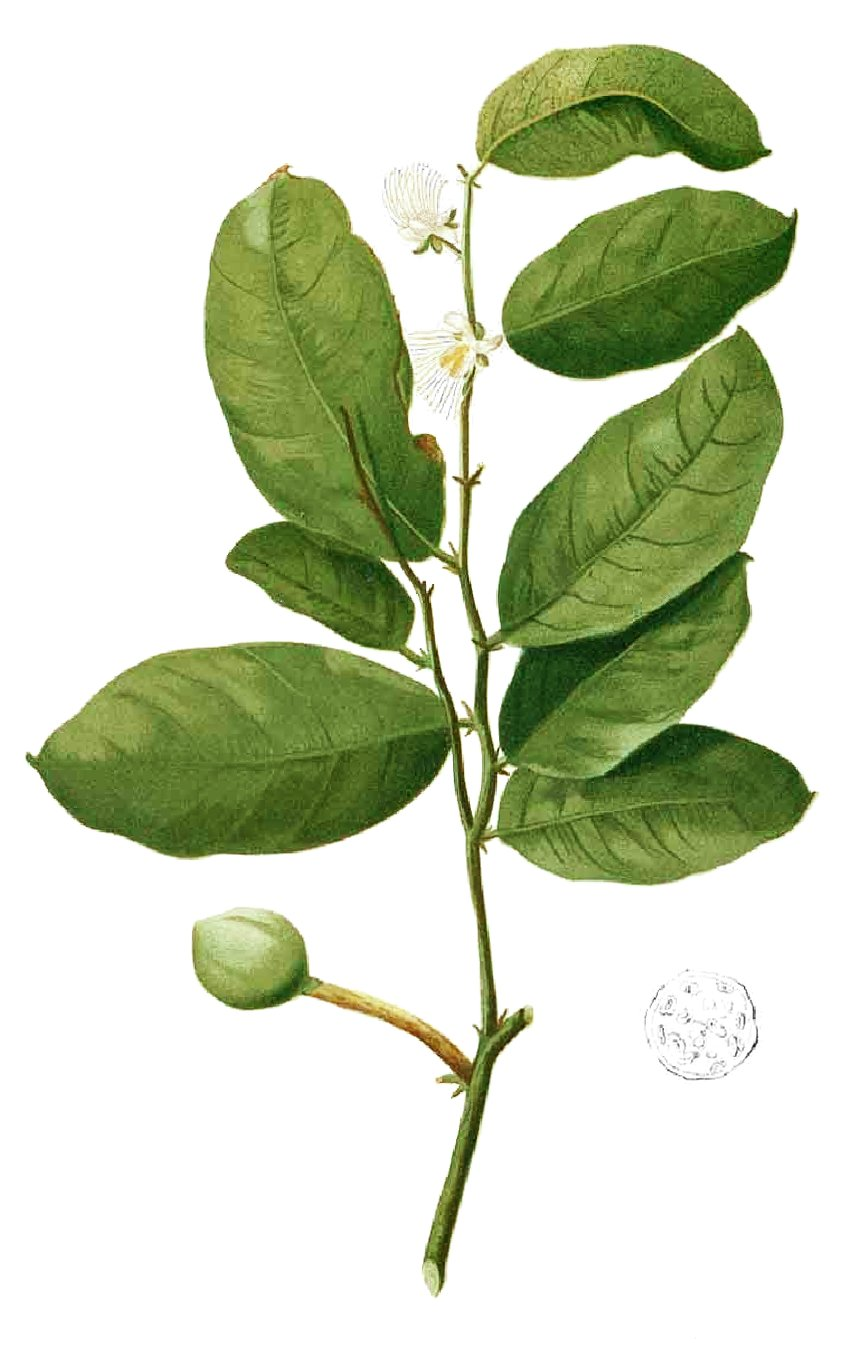
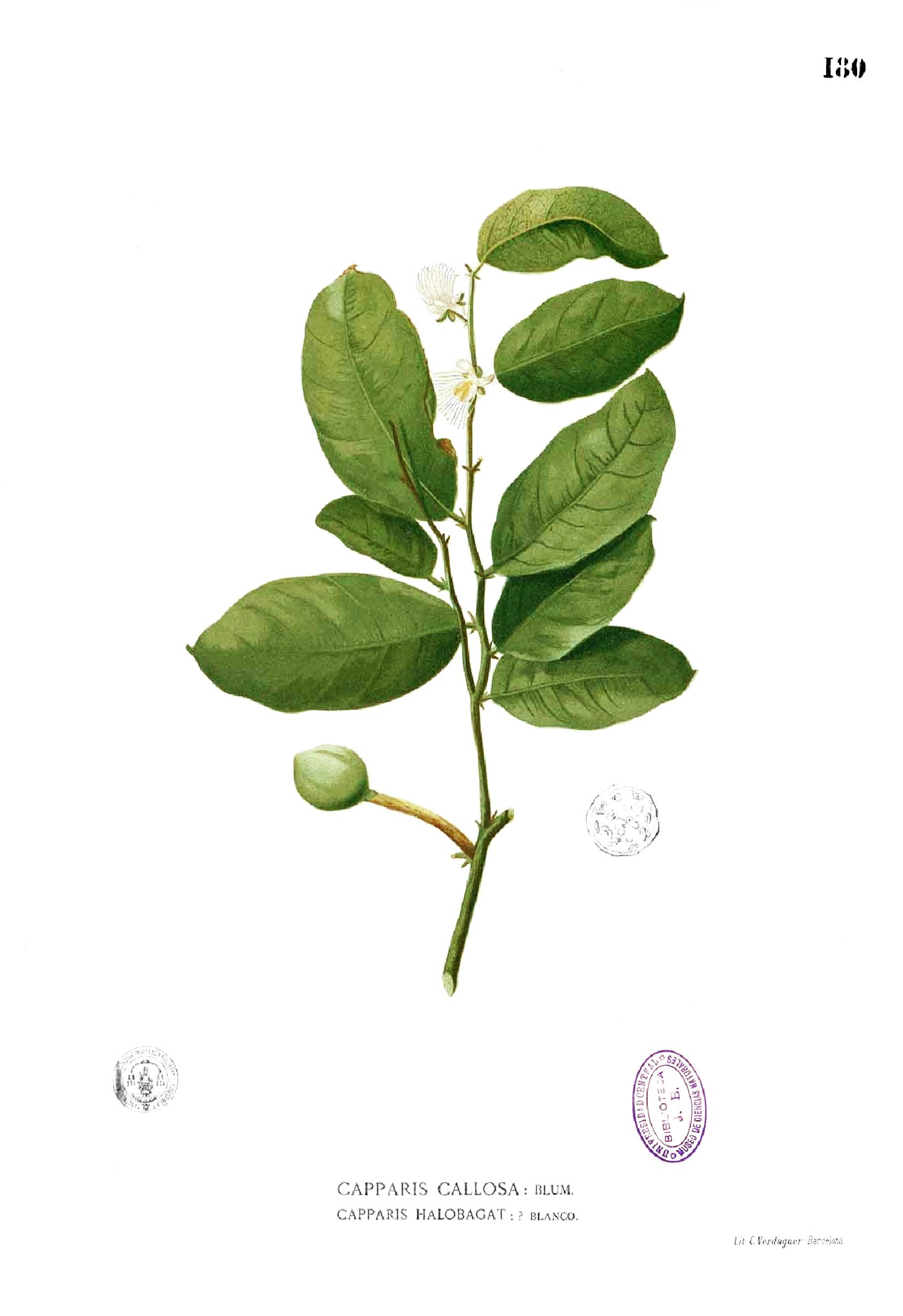